# Ana María Drack
Ana María Drack (Elche, 20 de septiembre de 1941) es una cantautora, poeta y actriz española. Es miembro de la Academia de las Artes y las Ciencias de la Música.

## Biografía
Estudió Magisterio (Licenciada en Ciencias de la Educación y diplomada en Lengua Francesa); cursó estudios de solfeo, canto y piano en los conservatorios de Madrid y Murcia. 
Su carrera como actriz se inició en el grupo "Nasto", que a principios de 1968 se fusionó con Los Goliardos. En esa época, y tras una colaboración puntual con el compositor Tomás Marco y Hilmar Schatz, el realizador de televisión Eduardo Stern la presentó en el programa Música-3 de TVE; era el año 1969. Paralelamente continuó su vertiente de actriz trabajando en cine, teatro y televisión. 
En 1972 editó su primer álbum, Despacio. Un año más tarde, ya con la discográfica Philips, grababa Dime que no es verdad, un disco intimista que canta a la soledad y a los fracasos amorosos.
Iniciada la Transición española, publicó dos nuevos LP: Enhorabuena (1976) y Está prohibido (1978). Contenían algunos temas que se hicieron populares en su momento, como La del metro y Asientos individuales. En total, entre 1970 y 1979 editó diecisiete discos singles y cuatro LP.
En la década de 1980 se retiró de la canción, para dedicarse a escribir. En 1984 publicó su primer libro: Poemas con patatas y una margarita, al que siguieron Diario de un año sin luna, De dos en dos y Cuarto de hora (2006). Entre 1990 y 1993, colaboró habitualmente en el diario Información de Alicante.

## Premios
(selección)
- "El Gran musical" (Madrid 1972);
- Record World 1973 (cantante revelación/Madrid);
- Record  World 1976, a la mejor compositora del Mundo Latino (Miami);
- "Valores humanos" (Santander 1972);
- "Importante" 1997  (del diario Información, Alicante);
- Homenaje por su trayectoria en defensa de la Cultura y la Educación (A.P.A. / Elche 2000)